# 白杨市
白杨市（維吾爾語：بەيياڭ شەھىرى‎），原称第九师163团新城区，曾计划命名为“小白杨市”，得名于所辖小白杨哨所，是中华人民共和国新疆维吾尔自治区下辖的县级市，与新疆生产建设兵团第九师实行“师市合一”，师部驻地额敏县，实际位于新疆塔城市范围内，毗邻塔城市市区和中哈巴克图口岸，由新疆维吾尔自治区人民政府于2023年1月20日公布，于2022年12月19日批准设立，2023年4月28日挂牌成立，市政府驻第九师一六三团光明路1号。

## 历史沿革
白杨市，始于1962年4月，农七师三管处奉命执行代耕、代牧、代管任务。1969年4月，兵团党委将农七师三管处、工二师师部及所属部分单位整合成立农九师。2012年12月，更名为新疆生产建设兵团第九师。
2023年1月20日，国务院批准设立县级白杨市，市人民政府驻光明路1号，由新疆维吾尔自治区直辖。